# Исаев, Пётр Степанович
Пётр Степанович Исаев (17 апреля 1924, село Коршево, Воронежская область — 4 июля 2012, г. Дубна, Московская область) — советский и российский физик-теоретик, доктор физико-математических наук (1970), профессор (1987), действительный член Российской академии естественных наук (2001), член Американского физического общества, Заслуженный деятель науки Российской Федерации (2003). В разные годы был начальником Научно-технического отдела ОИЯИ, начальником сектора Лаборатории ядерных проблем ОИЯИ, ведущим научным сотрудником Лаборатории теоретической физики имени Н. Н. Боголюбова ОИЯИ.

## Биография
Родился 17 апреля 1924 года в селе Коршево Бобровского района Воронежской области в крестьянской семье. Отец — Исаев Степан Васильевич (20 июля 1899 – 11 февраля 1980). Мать — Исаева Марфа Андреевна (20 июня 1898 – 15 декабря 1974).
В старших классах школы увлёкся математикой и физикой, планировал поступить в Воронежский университет и получить специальность физика. Окончил школу в 1941 году, накануне начала Великой Отечественной войны, в связи с чем поступить в университет не успел.
В 1942 году летом был призван в Красную Армию. Участвовал в боевых действиях на фронтах Великой Отечественной войны, которую закончил в Праге 9 мая 1945 года. После демобилизации в 1946 году решил поступать на физический факультет МГУ, благодаря квоте для ветеранов войны. По окончании физического факультета в феврале 1952 года был принят на работу в ФИАН им. Лебедева. В марте 1953 года переведен  из ФИАН в теоретический отдел ТДС-533 АН СССР (в октябре 1954 года ТДС-533 преобразована в Электрофизическую лабораторию АН СССР—ЭФЛ АН), в группу М.А.Маркова. В марте 1956 года на базе двух институтов ЭФЛ АН и ИЯП АН СССР был образован Объединённый институт ядерных исследований (ОИЯИ), г. Дубна, Московской области. П.С.Исаев стал одним из первых сотрудников Лаборатории теоретической физики (ЛТФ) ОИЯИ. Работал в Лаборатории теоретической физики ОИЯИ в группе, возглавляемой Н. Н. Боголюбовым,  и затем в Лаборатории ядерных проблем ОИЯИ. Кандидатскую диссертацию, посвященную вопросам проверки квантовой электродинамики на малых расстояниях, защитил в ЛТФ ОИЯИ 8 апреля 1960 года. Докторскую диссертацию "Вопросы теории сильных взаимодействий пи-мезонов с К-мезонами и нуклонами" защитил на Ученом совете ЛТФ ОИЯИ 12 февраля 1970 года. Звание профессора присвоено 22 мая 1987 года.
Один из основателей и ответственный ученый секретарь обзорного журнала «Физика Элементарных Частиц и Атомного Ядра», который был создан по инициативе Н.Н. Боголюбова.
Кандидат в мастера спорта по шахматам. Длительное время был председателем бюро шахматной секции Дома ученых ОИЯИ  (1960-е гг.). Много сделал для развития шахмат в г. Дубна.
Скончался 4 июля 2012 года[1]. Похоронен на Большеволжском кладбище в городе Дубна.

### Семья
Жена - Исаева (Кириллова) Зоя Павловна (1923-2003), племянница известного московского психиатра И.С.Кириллова; закончила философский факультет МГУ, кандидат психологических наук. Сын - Исаев Алексей Петрович, дочь - Юкалова Елизавета Петровна. Трое внуков.

## Научная деятельность
Область научных интересов: квантовая теория поля, физика высоких энергий, физика элементарных частиц.
Им создано новое направление исследований в квантовой электродинамике высокоэнергетических процессов, получен ряд важных результатов в теории глубоконеупругого рассеяния частиц, разработан новый метод в теории дисперсионных соотношений. Совместно с А.А. Логуновым, В.А.Мещеряковым, И.С.Златевым (Болгария) и др. получил дисперсионные соотношения для различных процессов взаимодействий элементарных частиц, включая процессы фоторождения {\displaystyle \pi }-мезонов на нуклонах. Занимался научно-философскими и научно-историческими
  проблемами физики. В последние годы активно участвовал в исследованиях по нейтринной физике, физике космических лучей, квантовой теории поля.

## Публикации
Опубликовано свыше ста научных работ, в том числе монография "Квантовая электродинамика в области высоких энергий", которая была переведена на английский язык, и ряд крупных обзоров по физике элементарных частиц. Основополагающими из них являются:

### Самостоятельные
- Исаев П.С. Квантовая электродинамика в области высоких энергий. — М.: Энергоатомиздат, 1984;                  Isaev P.S. Quantum Electrodynamics at High Energies.  — New York: American Institute of Physics, 1989.

### Научно-популярные
- Блохинцев Д.И., Исаев П.С. Эволюция квантовой теории поля. Природа, 1968, №. 1. – С. 23-32.
- Исаев П.С. Обыкновенные, странные, очарованные, прекрасные…. — М.: Энергоатомиздат, 1995; М.: URSS, 2015.

### Некоторые статьи
- Исаев П.С., Марков М.А. К теории Λ0 частиц. Журнал экспериментальной и теоретической физики,  1955, т.29, – С. 111-114.
- Исаев П.С., Бланк В.З. Приближенные дисперсионные соотношения для рассеяния нуклонов на нуклонах. Доклады Академии наук, 1957, Т. 117. – №. 5. – С. 785-787.
- A.A. Logunov, P.S. Isaev. On the theory of dispersion relations for photon-nucleon scattering. II Nuovo Cimento (1955-1965), 1958, Т. 10. – №. 6. – С. 917-942.
- P.S. Isaev, I.S. Zlatev. Application of dispersion relations for testing quantum electrodynamics at small distances. Nuclear Physics, 1960, Т. 16. – №. 4. – С. 608-618.
- P.S. Isaev, S.G. Kovalenko. Model with logarithmic scaling violation and high energy lepton-hadron interactions. Hadronic Journal, 1980, Т. 3. – №. 3. – С. 919-940.
- Исаев П.С., Мамчур Е.А. Концептуальные основания квантовой теории поля. Успехи физических наук,  2000, №9. – С. 1025-1030.

## Награды, премии, почётные звания
- Заслуженный деятель науки Российской Федерации (2003)
- Орден «Красной Звезды» (26.03.1945)
- Орден «Великой Отечественной войны» (14.03.1985)
- Орден «Трудового Красного Знамени» (22.09.1976)
- Медаль «За боевые заслуги» (10.10.1943)
- Медаль «За отвагу» (19.08.1944)
- Медаль «За взятие Берлина»
- Медаль «За освобождение Праги»
- Медаль «За победу над Германией в Великой Отечественной войне 1941—1945 гг.»
- Медаль «За доблестный труд. В ознаменование 100-летия со дня рождения Владимира Ильича Ленина» (1970)
- Медаль Ветеран труда
- Юбилейная медаль «Двадцать лет Победы в Великой Отечественной войне 1941—1945 гг.» (1965)
- Юбилейная медаль «Тридцать лет Победы в Великой Отечественной войне 1941—1945 гг.» (1975)
- Юбилейная медаль «Сорок лет Победы в Великой Отечественной войне 1941—1945 гг.» (1985)
- Медаль Жукова (19.02.1996)
- Юбилейная медаль «50 лет Победы в Великой Отечественной войне 1941—1945 гг.» (1995)
- Юбилейная медаль «60 лет Победы в Великой Отечественной войне 1941—1945 гг.» (2005)
- Юбилейная медаль «65 лет Победы в Великой Отечественной войне 1941—1945 гг.» (2010)
- Юбилейная медаль «50 лет Вооружённых Сил СССР» (1968)
- Юбилейная медаль «60 лет Вооружённых Сил СССР» (1978)
- Юбилейная медаль «70 лет Вооружённых Сил СССР» (1988)
- Медаль «В память 850-летия Москвы» (26.02.1997)
- Юбилейная медаль «60 лет освобождения Республики Беларусь от немецко-фашистских захватчиков» (2004)
- Юбилейная медаль «65 лет освобождения Республики Беларусь от немецко-фашистских захватчиков» (2009)
- Золотой знак почета Общества Польско-Советской дружбы (1985)
- Ветеран атомной энергетики и промышленности (1999)
- Почетный ветеран подмосковья
- Памятная медаль к 30-летию освобождения Чехословакии Советской армией (1975)
- Премия ОИЯИ по теоретической физике (1974, 1984)